# Lista planetelor minore/183401–183500
Aceasta este Lista planetelor minore/183401–183500; pentru a naviga prin lista completă vezi Lista planetelor minore.
Pentru ale detalii vezi și Proiect:Astronomie sau Portal:Astronomie.
| Nume     | Denumire provizorie | Data descoperirii | Locul descoperirii   | Descoperitor(i)              |
| -------- | ------------------- | ----------------- | -------------------- | ---------------------------- |
| 183401 - | 2002 XM109          | 6 decembrie 2002  | Socorro              | LINEAR                       |
| 183402 - | 2002 XY111          | 6 decembrie 2002  | Socorro              | LINEAR                       |
| 183403 - | 2002 XW115          | 11 decembrie 2002 | Apache Point         | SDSS                         |
| 183404 - | 2002 YO             | 27 decembrie 2002 | Anderson Mesa        | LONEOS                       |
| 183405 - | 2002 YE4            | 30 decembrie 2002 | Nogales              | Tenagra II⁠(d)                |
| 183406 - | 2002 YK6            | 28 decembrie 2002 | Anderson Mesa        | LONEOS                       |
| 183407 - | 2002 YU6            | 28 decembrie 2002 | Anderson Mesa        | LONEOS                       |
| 183408 - | 2002 YM8            | 31 decembrie 2002 | Socorro              | LINEAR                       |
| 183409 - | 2002 YV13           | 31 decembrie 2002 | Socorro              | LINEAR                       |
| 183410 - | 2002 YS17           | 31 decembrie 2002 | Socorro              | LINEAR                       |
| 183411 - | 2002 YA19           | 31 decembrie 2002 | Socorro              | LINEAR                       |
| 183412 - | 2002 YF20           | 31 decembrie 2002 | Socorro              | LINEAR                       |
| 183413 - | 2002 YN20           | 31 decembrie 2002 | Socorro              | LINEAR                       |
| 183414 - | 2002 YY29           | 31 decembrie 2002 | Socorro              | LINEAR                       |
| 183415 - | 2003 AH2            | 2 ianuarie 2003   | Socorro              | LINEAR                       |
| 183416 - | 2003 AD5            | 1 ianuarie 2003   | Socorro              | LINEAR                       |
| 183417 - | 2003 AE5            | 1 ianuarie 2003   | Socorro              | LINEAR                       |
| 183418 - | 2003 AY6            | 2 ianuarie 2003   | Socorro              | LINEAR                       |
| 183419 - | 2003 AC12           | 1 ianuarie 2003   | Socorro              | LINEAR                       |
| 183420 - | 2003 AU14           | 2 ianuarie 2003   | Anderson Mesa        | LONEOS                       |
| 183421 - | 2003 AX17           | 5 ianuarie 2003   | Anderson Mesa        | LONEOS                       |
| 183422 - | 2003 AF20           | 5 ianuarie 2003   | Socorro              | LINEAR                       |
| 183423 - | 2003 AR20           | 5 ianuarie 2003   | Socorro              | LINEAR                       |
| 183424 - | 2003 AC22           | 5 ianuarie 2003   | Socorro              | LINEAR                       |
| 183425 - | 2003 AL23           | 4 ianuarie 2003   | Socorro              | LINEAR                       |
| 183426 - | 2003 AM24           | 4 ianuarie 2003   | Socorro              | LINEAR                       |
| 183427 - | 2003 AD25           | 4 ianuarie 2003   | Socorro              | LINEAR                       |
| 183428 - | 2003 AD29           | 4 ianuarie 2003   | Socorro              | LINEAR                       |
| 183429 - | 2003 AW35           | 7 ianuarie 2003   | Socorro              | LINEAR                       |
| 183430 - | 2003 AG55           | 5 ianuarie 2003   | Socorro              | LINEAR                       |
| 183431 - | 2003 AA58           | 5 ianuarie 2003   | Socorro              | LINEAR                       |
| 183432 - | 2003 AH61           | 7 ianuarie 2003   | Socorro              | LINEAR                       |
| 183433 - | 2003 AT62           | 8 ianuarie 2003   | Socorro              | LINEAR                       |
| 183434 - | 2003 AL63           | 8 ianuarie 2003   | Socorro              | LINEAR                       |
| 183435 - | 2003 AB65           | 7 ianuarie 2003   | Socorro              | LINEAR                       |
| 183436 - | 2003 AH65           | 7 ianuarie 2003   | Socorro              | LINEAR                       |
| 183437 - | 2003 AK65           | 7 ianuarie 2003   | Socorro              | LINEAR                       |
| 183438 - | 2003 AF68           | 8 ianuarie 2003   | Socorro              | LINEAR                       |
| 183439 - | 2003 AC72           | 10 ianuarie 2003  | Socorro              | LINEAR                       |
| 183440 - | 2003 AW82           | 8 ianuarie 2003   | Bergisch Gladbach⁠(d) | W. Bickel⁠(d)                 |
| 183441 - | 2003 AK84           | 11 ianuarie 2003  | Goodricke-Pigott⁠(d)  | R. A. Tucker⁠(d)              |
| 183442 - | 2003 AL90           | 5 ianuarie 2003   | Socorro              | LINEAR                       |
| 183443 - | 2003 AZ91           | 7 ianuarie 2003   | Socorro              | LINEAR                       |
| 183444 - | 2003 AN94           | 10 ianuarie 2003  | Socorro              | LINEAR                       |
| 183445 - | 2003 BE3            | 24 ianuarie 2003  | La Silla             | A. Boattini⁠(d), H. Scholl⁠(d) |
| 183446 - | 2003 BT7            | 26 ianuarie 2003  | Kitt Peak            | Spacewatch                   |
| 183447 - | 2003 BV8            | 26 ianuarie 2003  | Anderson Mesa        | LONEOS                       |
| 183448 - | 2003 BY10           | 26 ianuarie 2003  | Anderson Mesa        | LONEOS                       |
| 183449 - | 2003 BU12           | 26 ianuarie 2003  | Haleakala            | NEAT                         |
| 183450 - | 2003 BL18           | 27 ianuarie 2003  | Socorro              | LINEAR                       |
| 183451 - | 2003 BV18           | 26 ianuarie 2003  | Palomar              | NEAT                         |
| 183452 - | 2003 BF20           | 27 ianuarie 2003  | Anderson Mesa        | LONEOS                       |
| 183453 - | 2003 BK22           | 25 ianuarie 2003  | Palomar              | NEAT                         |
| 183454 - | 2003 BK24           | 25 ianuarie 2003  | Palomar              | NEAT                         |
| 183455 - | 2003 BO30           | 27 ianuarie 2003  | Socorro              | LINEAR                       |
| 183456 - | 2003 BY33           | 25 ianuarie 2003  | Palomar              | NEAT                         |
| 183457 - | 2003 BC35           | 27 ianuarie 2003  | Socorro              | LINEAR                       |
| 183458 - | 2003 BU42           | 29 ianuarie 2003  | Palomar              | NEAT                         |
| 183459 - | 2003 BL46           | 29 ianuarie 2003  | Socorro              | LINEAR                       |
| 183460 - | 2003 BT52           | 27 ianuarie 2003  | Anderson Mesa        | LONEOS                       |
| 183461 - | 2003 BU54           | 27 ianuarie 2003  | Palomar              | NEAT                         |
| 183462 - | 2003 BM56           | 28 ianuarie 2003  | Haleakala            | NEAT                         |
| 183463 - | 2003 BH60           | 27 ianuarie 2003  | Haleakala            | NEAT                         |
| 183464 - | 2003 BO60           | 27 ianuarie 2003  | Palomar              | NEAT                         |
| 183465 - | 2003 BL72           | 28 ianuarie 2003  | Palomar              | NEAT                         |
| 183466 - | 2003 BE74           | 29 ianuarie 2003  | Palomar              | NEAT                         |
| 183467 - | 2003 BP75           | 29 ianuarie 2003  | Palomar              | NEAT                         |
| 183468 - | 2003 BQ76           | 29 ianuarie 2003  | Palomar              | NEAT                         |
| 183469 - | 2003 BF81           | 31 ianuarie 2003  | Socorro              | LINEAR                       |
| 183470 - | 2003 BH82           | 31 ianuarie 2003  | Socorro              | LINEAR                       |
| 183471 - | 2003 BM86           | 25 ianuarie 2003  | Anderson Mesa        | LONEOS                       |
| 183472 - | 2003 BV87           | 27 ianuarie 2003  | Socorro              | LINEAR                       |
| 183473 - | 2003 BD88           | 27 ianuarie 2003  | Socorro              | LINEAR                       |
| 183474 - | 2003 CB1            | 1 februarie 2003  | Socorro              | LINEAR                       |
| 183475 - | 2003 CK2            | 1 februarie 2003  | Socorro              | LINEAR                       |
| 183476 - | 2003 CR13           | 4 februarie 2003  | Anderson Mesa        | LONEOS                       |
| 183477 - | 2003 CD18           | 8 februarie 2003  | Socorro              | LINEAR                       |
| 183478 - | 2003 CR19           | 7 februarie 2003  | Palomar              | NEAT                         |
| 183479 - | 2003 DL5            | 19 februarie 2003 | Palomar              | NEAT                         |
| 183480 - | 2003 DP5            | 19 februarie 2003 | Palomar              | NEAT                         |
| 183481 - | 2003 DR5            | 19 februarie 2003 | Palomar              | NEAT                         |
| 183482 - | 2003 DE12           | 25 februarie 2003 | Campo Imperatore⁠(d)  | CINEOS⁠(d)                    |
| 183483 - | 2003 DS12           | 26 februarie 2003 | Campo Imperatore     | CINEOS                       |
| 183484 - | 2003 DZ14           | 25 februarie 2003 | Campo Imperatore     | CINEOS                       |
| 183485 - | 2003 DY18           | 21 februarie 2003 | Palomar              | NEAT                         |
| 183486 - | 2003 DX21           | 28 februarie 2003 | Socorro              | LINEAR                       |
| 183487 - | 2003 ES3            | 6 martie 2003     | Palomar              | NEAT                         |
| 183488 - | 2003 ET6            | 6 martie 2003     | Anderson Mesa        | LONEOS                       |
| 183489 - | 2003 EJ18           | 6 martie 2003     | Anderson Mesa        | LONEOS                       |
| 183490 - | 2003 EQ18           | 6 martie 2003     | Anderson Mesa        | LONEOS                       |
| 183491 - | 2003 EU21           | 6 martie 2003     | Socorro              | LINEAR                       |
| 183492 - | 2003 EH25           | 6 martie 2003     | Anderson Mesa        | LONEOS                       |
| 183493 - | 2003 EB29           | 6 martie 2003     | Socorro              | LINEAR                       |
| 183494 - | 2003 EM35           | 7 martie 2003     | Socorro              | LINEAR                       |
| 183495 - | 2003 EK37           | 8 martie 2003     | Anderson Mesa        | LONEOS                       |
| 183496 - | 2003 EF38           | 8 martie 2003     | Anderson Mesa        | LONEOS                       |
| 183497 - | 2003 EH46           | 7 martie 2003     | Anderson Mesa        | LONEOS                       |
| 183498 - | 2003 EN47           | 9 martie 2003     | Socorro              | LINEAR                       |
| 183499 - | 2003 ES61           | 6 martie 2003     | Socorro              | LINEAR                       |
| 183500 - | 2003 FV2            | 24 martie 2003    | Haleakala            | NEAT                         |